# Kojoti
Kojoti su (zagrebačko-vinkovački) rock sastav. 

## Povijest
Utemeljio ih je bivši član Majki Davor Viduka 1992. godine, kao gitarist i većinski autor u sastavu. Kojoti su od početka bili potpuno zagrebački sastav, Viduka-gitara, Buš-vokal, Jurica-bas, Goran-bubanj, da bi s vremenom prvo došao Mario Anušić na bubnjeve, pa Vanja Marin na bas i na samom snimanju prvog albuma Alen Marin mijenja Buša za vokalom. Kojoti su odsvirali stotine koncerata i bili su čista energija, hedonizam i Rock and roll. Ta postava je snimila prva dva albuma-'Kojoti'-1995 i 'Halucinacija'-1996. Početkom 1998. Mario Anušić odlazi iz benda, a na njegovo mjesto sjeda Bobo Grujičić, kojemu ni bend, članovi i vrsta glazbe nisu bili nepoznanica. Inače, bend je još 1997. uzeo Tomu Božovića kao dodatnog ritam gitaristu, pa su Tomo Božović, Bobo Grujičić uz Davora Viduku i dva Marina (Alena i Vanju) u toj postavi snimili svoj tada "zadnji album" - 'Sex Disko Kung Fu'-1998. Sve albume grupe Kojoti izdala je diskografska kuća Dancing Bear.
Grupa prestaje s radom 2000.godine, a veliki povratak na scenu dogodio se u siječnju 2017. godine na zagrebačkom festivalu Brijačnica. Nakon odličnog prijema publike i pozitivnih recenzija glazbenih kritičara Kojoti nastavljaju s radom. Tijekom 2017. očekuje se velika turneja u Hrvatskoj i regiji, te snimanje novih materijala za album.
Kojoti (Viduka,Vanja i Mario) su jedno vrijeme 1995. nastupali s Goranom Barom kao Majke po Hrvatskoj i pogotovo u Sloveniji. Tada je snimljen i izdan album uživo, Majke - Vživo u Štuki (Helidon). Kojoti su odsvirali na stotine koncerata po Hrvatskoj, Sloveniji i ostatku regije, većinom po klubovima, ali i u dvoranama zajedno s drugim sastavima. Jedni su od nositelja Fiju-briju generacije u drugoj polovici 90-ih.
Za izbore 3. siječnja 2000. Kojoti su se aktivno uključili u kampanju SDP-a i HSLS-a,te zajedno s još nekolicinom rock grupa (Majke, Let 3, Urban & 4, Svadbas) pokret koji je doživio vrhunac koncertom u Domu sportova 22. prosinca 1999. u Zagrebu. Sastav se raspao iste godine.
Kasnije su neki članovi Kojota karijeru nastavili u drugim sastavima, kao pjevač Alen Marin i Bobo Grujičić u Elektrobudi. 
Davor Viduka kontinuirano svira gitaru u Kawasaki 3p-u te osim što je prvi gitarist u sastavu, autorski sudjeljuje u većini pjesama. S Kawasaki 3p-om je izdao 4 albuma (Kawasaki 3p 2003., Idu Bugari 2009.,Goli Zbog Pasa 2015. i Live CD i DVD 25XLive.Teatar &TD 2019.) za koje je osvojio dva Porina, Crnog mačka, Davorina i sedam Zlatnih koogli. Kao autor surađuje i s Natali Dizdar, Đanom Šegon i Centralnim problemom.
Najpoznatije uspješnice ovog sastava su "Razuzdan i lud", "Sto milja daleko od nje", "Hodala je pola metra iznad zemlje", "Halucinacija", "Izgubljen u svemiru", "Zajaši zmaja" i "Trese, lupa, udara".
28.01.2017. nakon puno pritisaka publike i organizatora ponovo okuplja grupu Kojoti i sviraju prvi i sada već legendarni povratnički koncert na festivalu Brijačnica. Nakon toga bend dobiva jako veliki broj ponuda i cijelu 2017. i veliki dio 2018. sviraju po Hrvatskoj i regiji.
Prije prvog povratničkog solo koncerta u rasprodanoj Tvornici 09.12.2017. Dancing Bear objavljuje luksuzno opremljen Bokset Kojota „Dragocjeno Raskošno Blistavo" koji sadrži sva tri albuma iz '90tih i puno bonusa između kojih su i prve nove pjesme nakon zadnjeg albuma: „Mi ne pripadamo tu" i „Nova Riječ".
2018. band intenzivno radi na novom albumu i za poklonike vinila objavljuje kompilacijski LP „Najboljih 11" koji sadrži 10 najvećih hitova Kojota i treću novu pjesmu „Ljubav u kvaru".
Prvog ožujka 2019.godine Kojoti objavljuju potpuno novi album„ Sve je pod kontrolom?'",Dancing Bear na kojem je Davor Viduka autor glazbe i tekstova i producent .
Album redom pobire hvalospjeve i od publike ali i od kritike koji ga proglašavaju: 'Najboljim povratničkim albumom ikada na našoj sceni', 'Daleko najkvalitetnijim albumom u opusu banda', 'Sigurnim konkurentom za najbolji rock album godine' itd. te ostatak godine provode promovirajući ga.

## Diskografija
| Godina | Album                                   |
| ------ | --------------------------------------- |
| 1995.  | Kojoti                                  |
| 1996.  | Halucinacija                            |
| 1998.  | Sex Disko Hung Fu                       |
| 2017.  | Dragocjeno Raskošno Blistavo-3CD Bokset |
| 2018.  | Najboljih 11 - LP Kompilacija           |
| 2019.  | Sve Je Pod Kontrolom?                   |

Kojoti se također pojavljuju na brojnim kompilacijama,